# Bayamo
Bayamo ist eine Stadt und ein Municipio in Kuba. Die Stadt Bayamo ist Hauptstadt des Municipios sowie der Provinz Granma. Sie liegt im Osten Kubas am nördlichen Fuß der Sierra Maestra und hat 235.107 Einwohner (2012). Die Stadt gilt wegen ihrer historischen und kulturellen Verdienste als „Wiege der kubanischen Nation“.

## Geschichte
Gegründet wurde Bayamo am 5. November 1513 durch Diego Velázquez als Villa de San Salvador. Nach Baracoa ist es die zweitälteste der durch die spanischen Conquistadoren gegründeten Siedlungen auf Kuba. 1795 führte der freie Mulatte Nicolas Morales einen von Bayamo ausgehenden Aufstandsversuch an.
1868 fand während des Unabhängigkeitskampfes die Schlacht bei Bayamo statt. Die Rebellen brannten die Stadt 1869 nieder, damit sie nicht in die Hände des Feindes falle. Einer der teilnehmenden Rebellen, Pedro Figueredo, nahm die Schlacht als Vorlage für sein Lied La Bayamesa, das seit 1902 als kubanische Nationalhymne verwendet wird. 

## Söhne und Töchter der Stadt
- Manuel del Socorro Rodríguez (1758–1819), kolumbianischer Journalist und Bibliothekar
- Carlos Manuel de Céspedes (1819–1874), Freiheitskämpfer und Gründer der kubanischen Nation
- Pedro Figueredo (1819–1870), Komponist der kubanischen Nationalhymne
- Pablo Milanés (1943–2022), Poet und Sänger
- Francisco Mela (* 1968), Jazzmusiker
- Sonia Bisset (* 1971), kubanische Speerwerferin
- Rolando Uríos (* 1971), kubanisch-spanischer Handballspieler